# حناء (نبات)
الحِنَّاءُ  (وتسمى أيضاً اليرناء والرقان والرقون والأرقان) (الاسم العلمي: Lawsonia inermis)  هي نبات من الفصيلة الخثرية التي تتبع رتبة الآسيّات.

## استعمال العامَّة لكلمة الحِنَّة
يستعمل العامَّة كلمة الحِنَّة لوصف الحِنَّاءُ، وهو استعمالٌ مغلوط. فالحِنَّة في اللغة تعني: رِقَّةُ القلب.

## وصف النبتة
شجيرة من الفصيلة الخثرية حولية أو معمرة تعمر حوالي ثلاث سنوات وقد تمتد إلى عشرة، مستديمة الخضرة، غزيرة التفريع، يصل طولها إلى ثلاثة أمتار، ونبات الحناء شجيري معمر وله جذور وتدية حمراء وساقه كثيرة الفروع والأفرع جانبية وهي خضراء اللون وتتحول إلى البني عند النضج، وأوراق الحناء بسيطة جلدية بيضاوية الشكل بطول 3 _ 4 سم بيضية أو ستانية عريضة متقابلة الوضع بلون أحمر خفيف أو أبيض مصفر، والأزهار صغيرة بيضاء لها رائحة عطرية قوية ومميزة وهي في نورات عنقودية والثمرة علبة صغيرة تحوي بذورا هرمية الشكل، وشجرة الحناء لها صنفان يختلفان في لون الزهر كالصنفِ Alba ذو الأزهار البيضاء والصنف Miniata ذو الأزهار البنفسجية ومن أصناف الحناء البلدي، والشامي، والبغدادي، والشائكة.

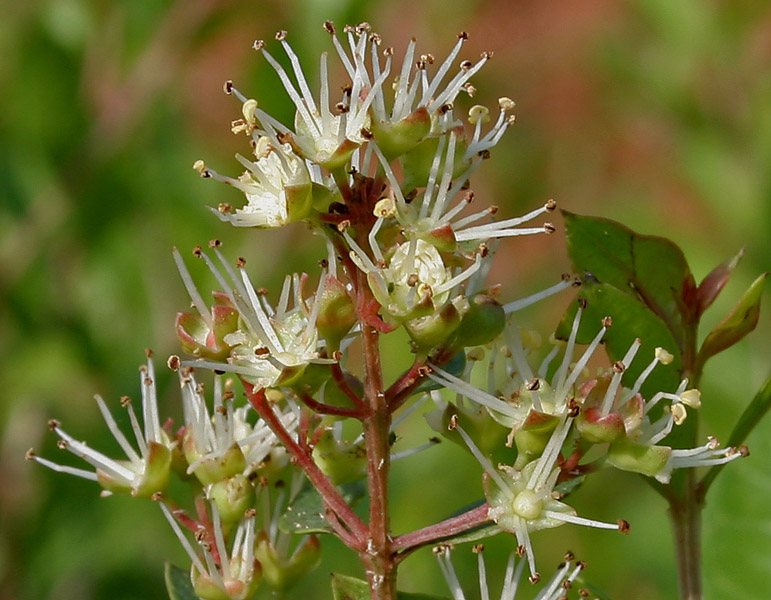
أزهار الحناء

## الموطن الرئيسي للحناء
توجد جنوب غربي آسيا، وتحتاج لبيئة حارة، لذا فهي تنمو بكثافة في البيئات الاستوائية لقارة إفريقيا كما انتشرت زراعتها في بلدان حوض البحر الأبيض المتوسط وأهم البلدان المنتجة لها المغرب ومصر والسودان والصين والهند.

## الحناء في التاريخ

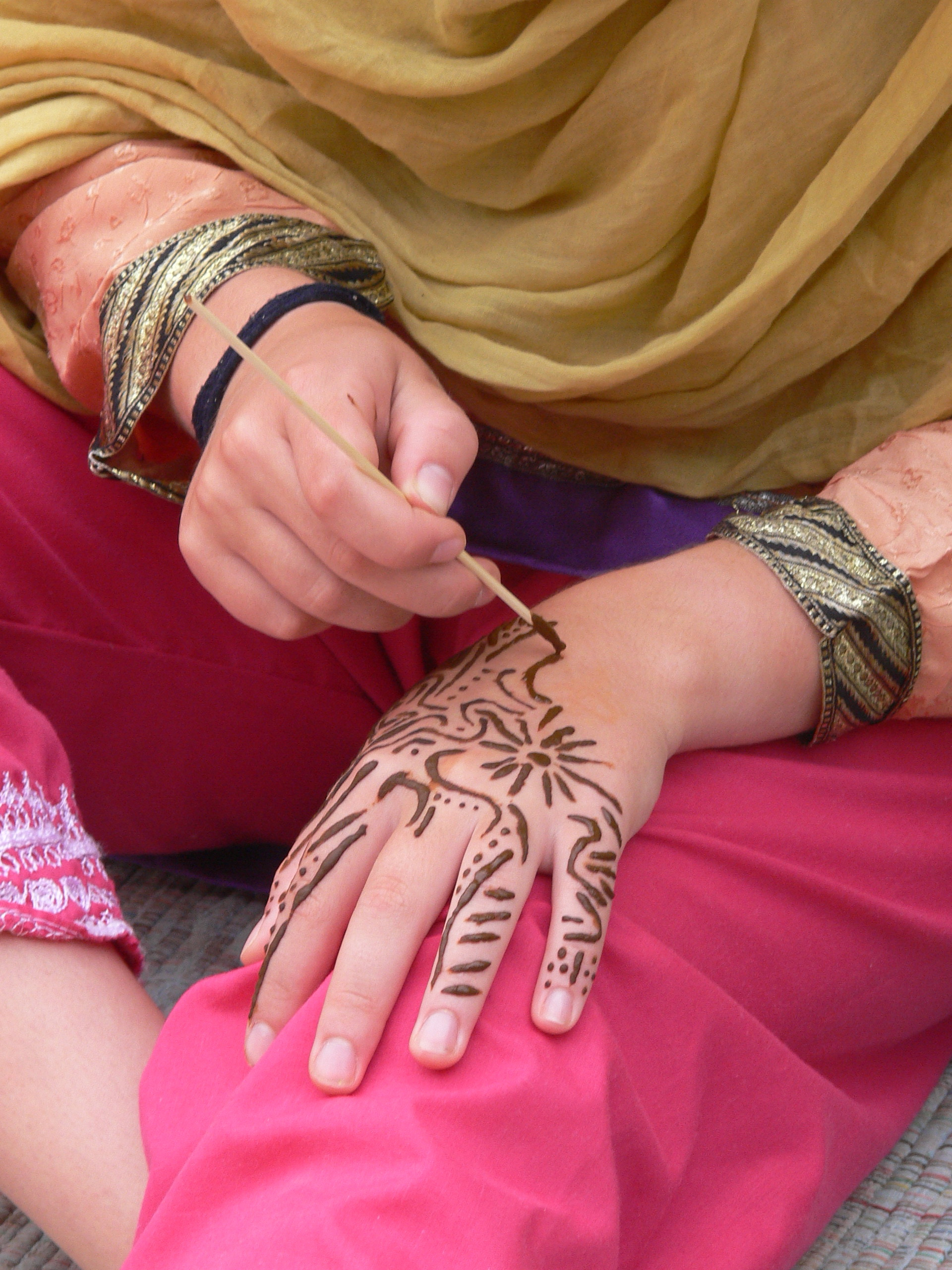
حناء اليد

عرفت الحناء منذ القدم، فقد استعملها الفراعنة في أغراض شتى، إذ صنعوا من مسحوق أوراقها معجون لتخضيب الأيدي وصباغة الشعر وعلاج الجروح، كما وجد كثير من المومياء الفرعونية مخضبة بالحناء، واتخذوا عطراً من أزهارها. ولها نوع من القدسية عند كثير من الشعوب الإسلامية إذ يستعملونها في التجميل بفضل صفاتها فتخضب بمعجونها الأيدي والأقدام والشعر، كما يفرشون بها القبور تحت موتاهم. وتستعمل في دباغة الجلود والصوف ويمتاز صبغها بالنبات.

## التركيب الكيماوي

تحتوي أوراق الحناء على مواد جليكوسيدية مختلفة أهمها المادة الرئيسية المعروفة باسم (اللاوسون) وجزيئها الكيماوي من نوع 2- هيدروكس-1، 4- نفثوكينون أو 1، 4 نفثوكينون وهذه المادة هي المسؤولة عن التأثير البيولوجي طبيا، وكذلك مسؤولة عن الصبغة واللون البني المسود ونسبتها في الأوراق حوالي 88% لنوع الحناء Limermis بالمقارنة بالصنفين ذو الأزهار البيضاء والحمراء البنفسجية، ونسبة الجليكوسيد في أوراق كل منهما هي 5، 0%6، 0% على الترتيب ويتكون الحناء من المركبات التالية:
- أصباغ من نوع 41 نافثوكينون وتشمل 1% لوسون (2 ـ هيدروكسي 41 نافثوكينون)
- مشتقات هيدروكسيليتيد نافثالين مثل 4 ـ جلوكوسايل وكسي ـ 21 داي هيدروكسي
- كذلك كيومارين،
- زانثون،
- فلافونويد،
- 5 ـ 10% تانين،
- حمض جاليك،
- كمية قليلة من الستيرويد مثل سيتوستيرول
- وتحتوي الأزهار على زيت طيار له رائحة زكية وقوية ويعتبر أهم مكوناته مادة الفوبيتا إيونون (A ، B ، Ionone.
- وتزداد كمية المواد الفعالة وخاصة مادة اللاوسون (التي تعد المادة الملونة) في أوراق الحناء كلما تقدم النبات في العمر والأوراق الحديثة تحتوي على كميات قليلة من هذه المواد مقارنة بمثيلتها المسنة،
- بجانب ذلك تحتوي على حمض الجاليك
- ومواد تانينية تصل نسبتها بين 5-10،
- ومواد سكرية وراتنجية نسبتها حوالي 1%.

## استخداماته

### التجميلية
- يستخرج منه مسحوق الحناء الذي تستخدمه أغلب النساء الشرقيات (الدول العربية والهند وباكستان) لصبغ شعرهن وللرجال كحد سواء.
- كما تستخدم الحناء لعمل نقوش جميلة على أيدي النساء، وهناك طقوس قبل الزفاف تسمى بيوم الحناء يتم فيها وضع الحناء على يدي العروس وصديقاتها وبنقوش جميلة.

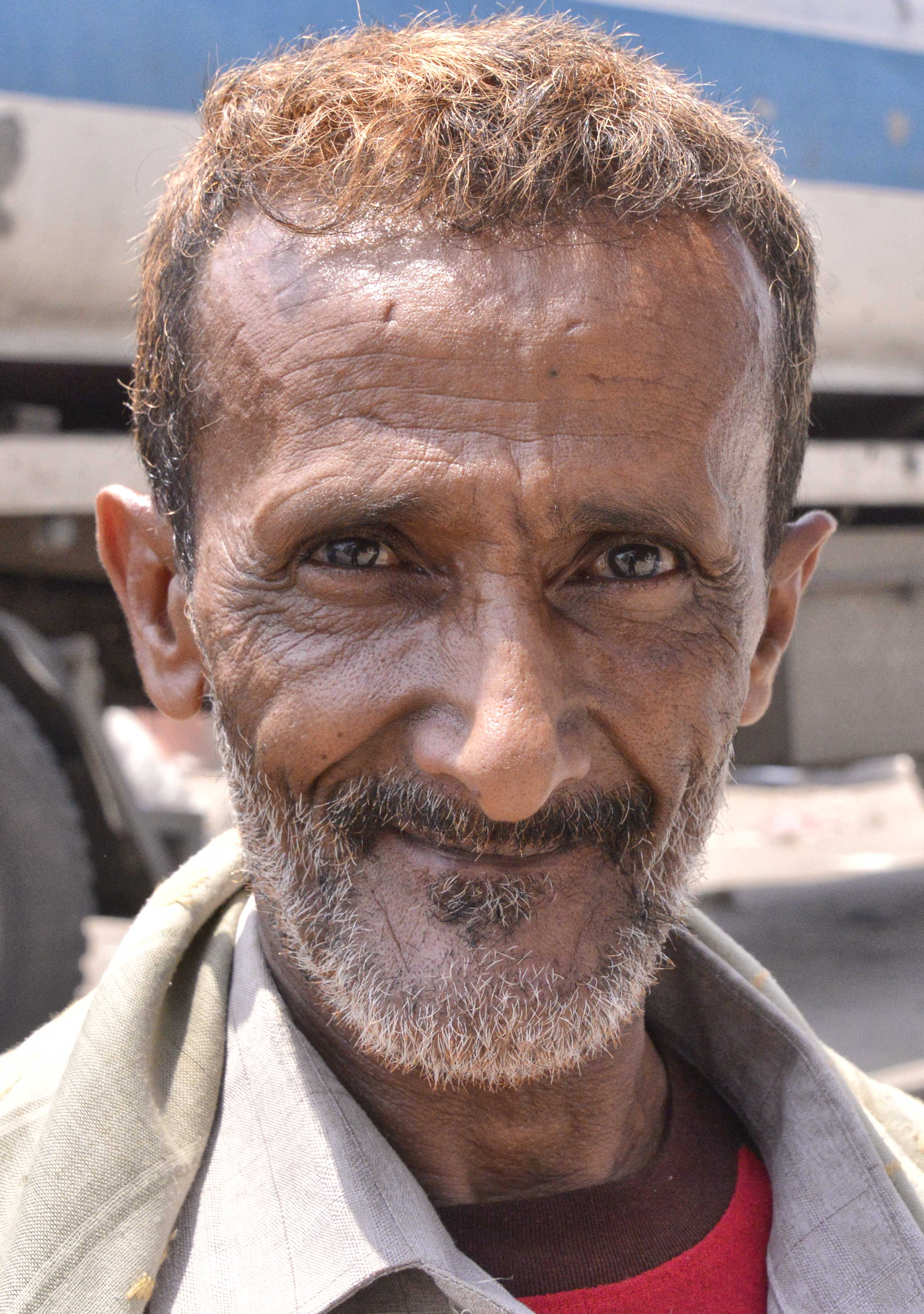
تستعمل الحناء في صبغ الشعر

- وتستعمل زهور الحن في صناعة العطور.
- وتدخل الحناء في صناعة الكثير من الشامبوهات، بالإضافة إلى استعمالها في أعمال الصباغة.
- يُعتبر التزين بالحناء أحد العادات العربية الأصيلة التي تُعد واحدةً من طقوس الزفاف الشائعة في العديد من البلدان العربية وتُسمى ليلة الحناء، وهي احتفال بالعروس يوافق اليوم الأخير قبل حفل الزفاف، حيث يتضمن مراسم نقش الحناء، فلا بدَّ من تحضير حلّة أو “صينية” تحتوي على الحناء المعجونة بالماء والزيوت العطرية، بشرط أن تكون مزينة بالأزهار الطبيعية والشموع الطويلة، ويتم استخدامها كجزء من العروض الراقصة أثناء الحفل.

### الطبية
- علاج الأمراض الجلدية كالدمامل وحب الشباب والأكزيما والأمراض الفطرية والجذام والأورام والقروح إذا عجنت وضُمَّدت بها.

حيث أن للحناء خاصية مهمة وهي أنها تعمل كمضاد للفيروسات فقد ثبت وبالتجربة فائدتها في علاج الثؤلول Warts الذي يصيب الجلد وخاصة عندما تكون مقاومة للعلاج بالطرق المعروفة أو عندما تكون متعددة فالحناء هي العلاج الصحيح لها.
- في علاج لطمة الحمى Herpes Simplex والتي تصيب الأعضاء التناسلية كعدوى وهي من الأمراض المقاومة للعلاج عادةً، وهذه الخاصية المضادة للفيروسات يمكن أن تتوسع للاستعمال في علاج الHIV.
- مغلي الحناء يعالج الإسهال والدوسنتاريا وينشط نزول العادة الشهرية ويزيد انقباضات الرحم.
- علاج الحروق حيث يتم وضع مسحوق الحناء على الجزء المحروق ووجد أنها تقلل من الألم وتقلل من كمية الماء المفقود من منطقة الحرق، وهذا عامل مهم جداُ في حالة الحروق الكبيرة والتي يكون فقدان الماء فيها من العوامل المهمة التي تهدد حياة المصاب. يلتصق المسحوق بالجزء المحروق ويكون طبقة لا تنفصل حتى يلتئم الحرق وهذا أيضا يعمل على تقليل الالتهاب الذي هو أيضا من العوامل المهمة التي تهدد حياة المصاب.
- علاج تشقق القدمين والتئام الجروح المزمنة وخاصة التي تصيب مرضى السكري في الأقدام وتقلل من الإصابات بهذه الجروح حيث تقوي الجلد وتجعله أكثر مقاومة ومرونة.
- تستعمل عجينة الحِنَّاءُ في علاج الصداع بوضعها على الجبهة.
- نبات الحناء يستعمل غرغرة لعلاج قروح الفم واللثة واللسان.
- وقد ثبت علمياً أن الحناء إذا وضعت على الرأس لمدة طويلة بعد تخمرها فإن المواد القابضة والمطهرة الموجودة بها تعمل على تنقية فروة الرأس من الميكروبات والطفيليات، ومن الإفرازات الزائدة للدهون، كما تعد علاجاً نافعاً لقشر الشعر والتهاب فروة الرأس ويفضل استعمال معجون الحناء بالخل أو الليمون؛ لأن مادة اللوزون الملونة لا تصبغ في الوسط القلوي.
- عامل مساعد ضد النزيف عند وضع مسحوق الحناء على مكان النزف فإنها تكون طبقة تلتصق بالمكان وتمنع النزف وتبقى في المكان حتى التئام مكان النزف.

## الحناء في الحديث النبوي
روى البخاري في تاريخه وأبو داود في سننه أن رسول الله محمد ما شكا إليه أحد وجعاً في رأسه إلا قال له: «احتجم»، ولا شكا إليه وجعاً في رجليه إلا قال له: «اختضب بالحناء». وفي الترمذي: عن سلمى أم رافع خادمة رسول الله قالت: كان لا يصيب النبي صلى الله عليه وسلم قرحة ولا شوكة إلا وضع عليها الحناء. وعن عائشة انه كان يكره أن يرى المرأة ليس في يدها أثر حناء وأثر خضاب.

## غش الحناء
تغش الزيادة وزنها بإضافة الرمل الناعم عند الطحن، وهذا يسهل كشفه لأن الرمل ذو ثقل نوعي أكبر، وهكذا فإن حجماً معيناً من الحناء الأصلية أقل وزناً من نفس الحجم من الحناء المغشوشة كما أن نفخها نفخاً خفيفاً يؤدي إلى تطايرها وبقاء الرمل، كما أن وضع كمية قليلة منها في الماء يؤدي إلى ترسب الرمل وتطفو الحناء نقية وقد تغش الحناء أيضاً لتغطية اصفرارها بمزجها بطلاء اخضر".

## وصلات خارجية
- العلاج بالحناء.
- أشهر الحنايات بالإمارات.
- الحناء